# 三谷站 (山口縣)

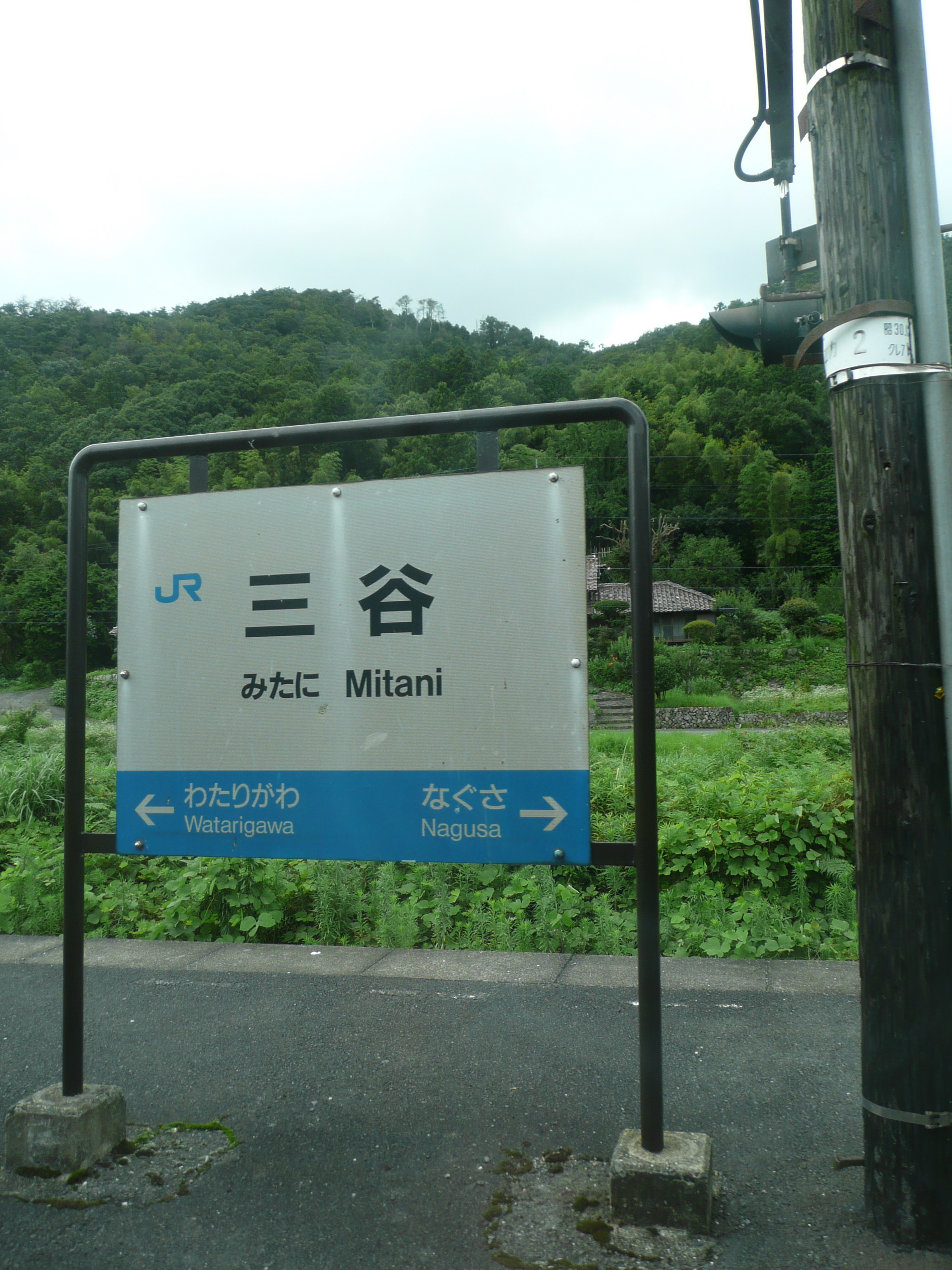
站名牌

三谷站（日语：／ Mitani eki */?）是位於山口縣山口市阿東生雲東分字三谷，西日本旅客鐵道（JR西日本）的山口線車站。
特急「超級隱岐」停靠此站。

## 歷史
- 1918年（大正7年）
  - 4月28日 - 山口線篠目站延伸至此站，此站啟用[1]。
    - 當時車站位於山口縣阿武郡篠生村（日语：篠生村）生雲東分字三谷。

  - 11月3日 - 山口線從此站延伸至德佐站[1]。成為中途車站[1]。
- 1955年（昭和30年）4月1日 - 隨著阿東町成立，車站地址變為山口縣阿武郡阿東町生雲東分字三谷。
- 1971年（昭和46年）8月10日 - 終束貨物起卸業務[2]。
- 1987年（昭和62年）4月1日 - 伴隨國鐵分割民營化，車站由西日本旅客鐵道（JR西日本）營運[3]。
- 2001年（平成13年）
  - 5月16日 - 舊車站大樓被燒毀[4]。
  - 7月下旬 - 阿東町設置臨時預製件車站大樓[5][6]。
- 2010年（平成22年） - 新車站大樓完成。
  - 1月16日 - 隨著阿東町編入山口市（第三次），車站地址變成現時的地址。
- 2013年（平成25年）7月28日 - 發生暴雨成災（日语：平成25年7月28日の島根県と山口県の大雨），包括此站在內，宮野站至益田站之間暫停服務（宮野站至地福站之間於8月5日重開，津和野站至益田站於11月16日重開）。地福站至津和野站之間重開日期為平成26年8月23日[7]。

## 車站構造
車站是一座地面車站，設有1面2線的島式月台。此站是由新山口站管理的無人車站。由於附近商店可販賣車票（只限常備券），因此也被定義為簡易委託車站。
可是後來突然收到ＪＲ西日本廣島分社的電話後，於令和３年５月２０日不再發售車票（只限常備券）。
車站大樓在2001年5月16日發生火警，懷疑是漏電使發生火災。車站大樓全燒毀，由於JR西日本沒有預算，因此拒絕再次建造車站大樓。後來，當地臨時建設了預製件車站大樓。在2010年建設全新車站大樓。該車站大樓位於上行線南邊靠近益田一方。車站大樓與月台之間設有站內平交道連接。

### 月台
| 月台              | 路線    | 上下行 | 方向             |
| ----------------- | ------- | ------ | ---------------- |
| 車站大樓一方（1） | ■山口線 | 上行   | 山口、新山口方向 |
| 車站大樓對面（2） | ■山口線 | 下行   | 津和野、益田方向 |

實際上沒有上述月台編號。上述編號只限列車運輸指令上的編號。另外，任何月台可從兩方向進站或出發。

## 利用狀況
以下為近年的乘車人次列表：
| 年度 | 1日平均 乘車人次 |
| ---- | ---------------- |
| 1999 | 123              |
| 2000 |                  |
| 2001 | 87               |
| 2002 | 83               |
| 2003 | 80               |
| 2004 | 71               |
| 2005 | 61               |
| 2006 | 57               |
| 2007 | 52               |
| 2008 | 50               |
| 2009 | 43               |
| 2010 | 45               |
| 2011 | 47               |
| 2012 | 44               |
| 2013 | 37               |
| 2014 | 39               |
| 2015 | 33               |
| 2016 | 26               |
| 2017 | 29               |
| 2018 | 24               |
| 2019 | 25               |

## 車站周邊
- 國道9號
- 山口縣道11號萩篠生線（日语：山口県道11号萩篠生線）
- 三谷簡易郵局
- 阿東町立三谷小學（已關校）
- 山口警署（日语：山口警察署）三谷駐在所

## 巴士路線
- 防長交通（日语：防長交通） 三谷站入口巴士站（在車站出口轉左前進約3分鐘，巴士站在縣道上。）
  - 山口市區、湯田溫泉方向
  - 萩巴士中心（日语：萩バスセンター）、吉部（萩市睦美地區）方向
  - 德佐、津和野方向

## 相鄰車站
西日本旅客鐵道（JR西日本）
■山口線
- 特急「超級隱岐」停車站

渡川－三谷－名草

## 注腳
1. 1 2 3 4  歴史でめぐる鉄道全路線 国鉄・JR 7号、12頁
2. ↑  「山口線を大幅合理化 長門峡駅を無人化に」『中國新聞』昭和46年7月2日山口版.8面
3. ↑  歴史でめぐる鉄道全路線 国鉄・JR 7号，15頁
4. ↑  “JR三谷駅焼ける 山口線無人駅 11本が部分運休、遅れ” 讀賣新聞 (讀賣新聞西部本社): p27. (2001年5月17日 朝刊)
5. 1 2  “「赤字路線に投資ムリ」 焼失駅舎JRが再建拒否 山口・三谷駅” 西日本新聞 (西日本新聞社): p33. (2001年8月18日 朝刊)
6. 1 2 3  “火事で駅舎焼失、JRは新設計画なし 町が簡易待合室 「冬は寒い」不満の声も 阿東の三谷駅” 中國新聞 (中國新聞社): 一社防. (2001年8月29日 朝刊)
7. ↑  山陰線（須佐～奈古駅間）、山口線（地福～津和野駅間）の運転再開見込みなどについて （页面存档备份，存于）（日語） - 西日本旅客鐵道新聞稿，2014年7月16日
8. ↑  山口県統計年鑑 （页面存档备份，存于）（日語） - 山口縣

## 外部連結
- 三谷｜車站資訊：JR出門網 - 西日本旅客鐵道（日語）